# Ле Виле (Мачерата)
Ле Виле (итал. Le Ville) насеље је у Италији у округу Мачерата, региону Марке.
Према процени из 2011. у насељу је живело 28 становника. Насеље се налази на надморској висини од 204 м.